# ジョナサン・オグデン
ジョナサン・オグデン（Jonathan Phillip Ogden, 1974年7月31日 - ）は、アメリカ合衆国ワシントンD.C.出身のアメリカンフットボールの元選手である。オフェンシブタックルとして、1996年シーズンから2007年シーズンまでボルチモア・レイブンズ一筋で12年間プレーした。
オグデンはUCLAでカレッジフットボールをプレーし、1996年のNFLドラフトの1巡目全体4位でボルチモア・レイブンズに指名されてNFL入りした。現役中、プロボウルに11回選出され、2000年シーズンの第35回スーパーボウルではチーム初のスーパーボウル制覇に貢献した。
2012年、カレッジフットボール殿堂入り。2013年、レイブンズ一筋でプレーした選手として初めてプロフットボール殿堂入りした。
弟のマーキス・オグデンも元NFL選手である。